# Asclepias latifolia
Asclepias latifolia är en oleanderväxtart som först beskrevs av John Torrey, och fick sitt nu gällande namn av Constantine Samuel Rafinesque. Asclepias latifolia ingår i släktet sidenörter, och familjen oleanderväxter. Inga underarter finns listade i Catalogue of Life.